# Condado de Spokane
O Condado de Spokane (em inglês:  Spokane County) é um dos 39 condados do estado americano de Washington. A sede e maior cidade do condado é Spokane.
O condado possui uma área de 4 612 km², dos quais 4 568 km² estão cobertos por terra e 44 km² por água, uma população de 471 221 habitantes, e uma densidade populacional de 103,1 hab/km² (segundo o censo nacional de 2010). É o quarto condado mais populoso de Washington.